# Орджоникидзе, Зураб Гивиевич
Зура́б Ги́виевич Орджоники́дзе (род. в 1948) — советский и российский врач, ортопед-травматолог, спортивный врач. Доктор медицинских наук. Заслуженный врач Российской Федерации.

## Биография
Зураб Орджоникидзе родился в 1948 году в семье врачей. Служил в армии в Красноярске.
В 1975 году он окончил лечебный факультет Московский медицинский стоматологический институт. В этом же году начал свою трудовую деятельность в Городской клинической больнице № 36 города Москвы в должности врача-интерна по травматологии.
С 1976 года по 1980 год — врач-травматолог в городской поликлинике № 10, затем работал в ГКБ № 33 им. Остроумова. В 1982 году окончил клиническую ординатуру в НИИ травматологии и ортопедии им. Н. Н. Приорова по специальности «травматология и ортопедия».
С 1998 года  по настоящее время — главный внештатный специалист по спортивной медицине Департамента здравоохранения города Москвы. С декабря 1998 года работает в Московском городском врачебно-физкультурном диспансере № 1 (ныне — Московский научно-практический центр спортивной медицины). Сначала в должности главного врача, затем директором (август 1999 года–октябрь 2011 года). С октября 2011 года является первым заместителем директора Московского научно-практического центра спортивной медицины.

## Деятельность в спорте
С 1982 года по 1992 год — тренер-врач в управлении медико-биологического обеспечения сборных команд СССР. В 1988 году входил в штаб сборной СССР по футболу на Олимпиаде 1988 и получил золотую Олимпийскую медаль. В 1989 году был награжден медалью «За трудовое отличие», а также грамотой президента  МОК Хуана Антонио Самаранча.
С 1992 года по 1998 год был врачом сборной России по футболу.
Также З. Г. Орджоникидзе, является главным врачом всех проходящих региональных и международных соревнований в городе Москве – главный врач Чемпионата Мира по регби-7 (2013 год), Чемпионата Мира по легкой атлетике (2013 год), Чемпионата мира по фехтованию в 2015 году, Чемпионатов мира по хоккею 2007 и 2016 годов. Кроме того, он был главным врачом Горной Поликлиники на XXII Зимних Олимпийских игр в Сочи.

## Научная и практическая деятельность
Зураб Орджоникидзе является  автором многих научных статей по лечебной физкультуре и спортивной медицине, опубликованный в российских и зарубежных изданиях. В 2008 году была издана книга «Физиология футбола» первая книга в истории отечественной спортивной медицины, которая посвящена футболу.
Совместно с сотрудниками Центра занимается научной деятельностью в области диагностики и коррекции функционального состояния спортсменов, выявления адаптивных возможностей организма к растущим физическим нагрузкам в условиях конкуренции в спорте.

## Семья
Отец — Гиви Орджоникидзе, врач.
Жена — Ирина Семёновна Орджоникидзе, врач-гинеколог, гинеколог-эндокринолог. В юности окончила музыкальную школу где изучала сольфеджио. Увлекается игрой на фортепьяно и любит петь песни.
Сын — Михаил Зурабович Орджоникидзе, кандидат медицинских наук, челюстно-лицевой хирург, хирург-стоматолог. >.
Сын — Гиви Зурабович Орджоникидзе, кандидат медицинских наук, врач стоматолог.

## Хобби и увлечения
С юности увлекается музыкой. Пишет песни и стихи и посвящает их жене.  Основная тема песен — футбол.

## Интересные факты
- По признанию Зураба Орджоникидзе,его семья 300 лет занимается врачеванием[2].
- В 2019 году стал победителем конкурса «Врачи поют» в номинации «Лучшая авторская песня» с песней «Вечность»[3]. Текст песни вовремя службы в армии. Название к песне придумала его жена.
- Также участвовал в номинациях «Лучшая кавер-версия» (за основу брались песни других авторов) и «Лучший клип» (специальная номинация)[1].
- Любит исполнять песни Булата Окуджавы. Перед Чемпионатом Европы 1992 года, для поддержания морального духа наших футболистов, написал песню «Ваше благородие, господин футбол» на мотив песни «Ваше благородие, госпожа удача».
- Исполняет песни на гитаре, подаренной ему Александром Розенбаумом[2].

## Награды и звания
- Олимпийский чемпион (1988)
- Медаль «За трудовое отличие» (1989)
- Доктор медицинских наук (1997)
- Заслуженный врач Российской Федерации (5 июня 2009)
- Почётная медаль Президента Российской Федерации
- Почётная грамота Президента Международного Олимпийского комитета (1989)
- Благодарность Президента Международного Олимпийского комитета
- Специальная награда «За вклад в развитие футбола» (награждён на «Кубке Легенд 2018»)[4]